# 加藤隆一
加藤 隆一（かとう りゅういち、1920年6月21日 - 2011年10月3日）は、元東海銀行頭取、会長。名古屋商工会議所会頭、名古屋銀行協会会長、中経連副会長等を歴任。1996年、英国より大英帝国勲章（司令官CBE）を受勲。愛知県出身。

## 略歴
- 1941年、名古屋高等商業学校（現名古屋大学経済学部）卒業。
- 1942年、東海銀行（現三菱UFJ銀行）入行。
- 1967年、取締役。
- 1970年、常務取締役。
- 1974年、専務取締役。
- 1975年、取締役副頭取。
- 1980年、取締役頭取。
- 1986年、取締役会長兼頭取。同年、新語・流行語大賞で「150円台」が流行語部門・特別賞を受賞した際、受賞者として出席した[2]。
- 1988年、取締役会長。
- 1990年、名古屋商工会議所会頭。キタン会会長[3]。
- 1992年、取締役相談役。
- 1993年、名古屋商工会議所会頭退任
- 1994年、取締役退任。
- 1996年、大英帝国勲章CBE受勲。
- 2011年10月3日、呼吸不全のため愛知県刈谷市の病院で死去。91歳没[1]。